# Фрай, Торстен
Торстен Фрай (нем. Thorsten Frei; род. 8 августа 1973, Бад-Зекинген, ФРГ) — немецкий политик, член Христианско-демократического союза Германии (ХДС). С 6 мая 2025 года занимает пост главы Федеральной канцелярии и министра по особым поручениям в правительстве канцлера Фридриха Мерца. С 2013 года является депутатом Бундестага от федеральной земли Баден-Вюртемберг.

## Биография

### Образование и профессиональная деятельность
После окончания гимназии Шеффеля в Бад-Зекингене в 1993 году Фрай прошёл срочную службу в Бундесвере в составе немецко-французской бригады до 1994 года. Затем он изучал юриспруденцию в Университете Фрайбурга, завершив обучение первым государственным экзаменом в 1999 году. После юридической стажировки при земельном суде Вальдсхут-Тинген он сдал второй государственный экзамен в 2001 году. С 1999 по 2002 год преподавал право в профессиональной академии Лёрраха и работал адвокатом в Вальдсхут-Тингене. С 2002 по 2004 год занимал должность правительственного советника при министерстве штата Баден-Вюртемберг.

### Муниципальная политика
В 2004 году Фрай был избран обер-бургомистром города Донауэшинген, переизбран в 2012 году с результатом 99,4 % голосов. Он оставил этот пост в 2013 году после избрания в Бундестаг.

## Политическая карьера

### Партийная деятельность
С 2007 года Фрай является заместителем председателя земельного отделения ХДС в Баден-Вюртемберге, а с 2017 года — председателем окружного отделения ХДС в Шварцвальд-Баар. Ранее он занимал должности председателя фракции ХДС в городском совете Бад-Зекингена (1999–2004), председателя окружного отделения ХДС в Вальдсхуте (2001–2004), председателя земельного отделения Коммунального объединения ХДС Баден-Вюртемберга (2006–2016) и председателя фракции ХДС в окружном совете Шварцвальд-Баар (2011–2019).

### Депутат Бундестага
На выборах в Бундестаг 2013 года Фрай был избран по избирательному округу Шварцвальд-Баар, получив 56,7 % голосов. В последующих выборах 2017 и 2021 годов он успешно переизбирался, получая 42,3 % голосов в 2025 году. В Бундестаге он входил в состав Комитета по иностранным делам, Комитета по делам Европейского союза и подкомитета по гражданской кризисной профилактике. С 2018 по 2021 год занимал должность заместителя председателя фракции ХДС/ХСС, курируя вопросы права, внутренней политики, спорта и дел меньшинств. С 2021 по 2025 год был первым парламентским управляющим фракции.

### Глава Федеральной канцелярии
6 мая 2025 года Фрай был назначен главой Федеральной канцелярии и министром по особым поручениям в правительстве канцлера Фридриха Мерца.

## Общественная деятельность
Фрай является членом попечительского совета Художественного фонда Хоэнкарпфен и ранее входил в наблюдательный совет Центра международных мирных операций (ZIF) и попечительский совет Федерального агентства по гражданскому образованию (BPB).

## Награды
- Кавалер Национального ордена «За заслуги» Франции (2012)
- Медаль национальной обороны Франции в золотом исполнении (2010)

## Личная жизнь
Торстен Фрай исповедует католицизм, женат и имеет троих детей.